# Alakoss
Alakoss est une commune rurale du Niger, département de Gouré, région de Zinder. Elle a pour chef-lieu la localité de Garazou.

## Géographie
La commune s'étend au nord-ouest du chef-lieu départemental Gouré.
| Tenhya                 | Tenhya  | Tesker |
| Tânout                 | Alakoss | Kellé  |
| Wamé, Damagaram Takaya | Moa     | Gamou  |

## Histoire
La commune rurale de Alakoss est instaurée en 2002. 

## Population
Lors du recensement général de 2012, la population communale est relevée à 19 199 habitants, dont 1 081 habitants pour les localités de Garazou I et Garazou II.

## Localités
La commune s'étend sur trente villages, treize hameaux, un camp et six points d'eau au nord-ouest du département de Gouré.

## Services et infrastructures
- Centre de Santé Intégré (CSI) à Daoutcha Koura[5].
- Collège d'enseignement général (CEG), Centre de formation des métiers (CFM) à Daoutcha.